# Зіньківський Трохим Аврамович
Трохи́м Аврамович Зінькі́вський (псевдоніми — Т. Звіздочот, Т. Певний, М. Цупкий та ін., *23 липня (4 серпня) 1861, Бердянськ — †8 (20) червня 1891, Бердянськ) — український письменник, фольклорист і публіцист.

## Життєпис
23 липня (4 серпня за н. ст.) 1861 року в м. Бердянськ (тоді Таврійська губернія, нині Запорізька область, Україна), у день святих мучеників Трохима та Теофіла, в робітничій сім'ї Аврама та Уляни Зіньківських народився первісток, якого батьки за давньою традицією нарекли Трохимом. Перші уроки грамоти малий Трохим одержав від батька, потім блискуче навчався у приходській школі, отримуючи за успіхи в навчанні похвальні листи.
1873 р. — не маючи змоги платити за навчання в Бердянській класичній гімназії, Аврам Зіньківський віддає сина до училища.
Осінь 1873 — червень 1876 р. — Трохим навчається у двокласному міському училищі. В училищі в Зіньківського пробуджується інтерес до рідної мови, української пісні: читає твори Г. Квітки-Основ'яненка, «Чорну раду» П. Куліша, «Кобзар» Т. Шевченка та ін. Після закінчення училища мріє стати учителем і вирішує вступити до Феодосійського учительського інституту.
Серпень 1877 р. — Зіньківський відбуває із Бердянська до Феодосії, а звідти до Карасубазара (нині м. Білогірськ), де тоді, через російсько-турецьку війну, був тимчасово розташований Феодосійський учительський інститут.
Осінь 1877 р. — через прогресуючу хворобу очей (трахому) Т. Зіньківський змушений був покинути інститут і їхати на лікування до Харкова. Відомий офтальмолог Л. Гіршман успішно прооперував Зіньківського.
Осінь 1877 — червень 1879 р. — Т. Зіньківський мешкає в Харкові, працює помічником пекаря, згодом робітником у друкарні.
Липень 1879 р. — повертається до Бердянська.
13—14 вересня 1879 р. — Т. Зіньківський успішно складає іспити при Бердянській гімназії за програмою для осіб, які виявили бажання вступити до війська, і здобуває право вступу добровольцем на військову службу на правах третього розряду.
24 вересня 1879 р. — Зіньківський вирушає пароплавом до Керчі, а звідти — до Сімферополя.
17 жовтня 1879 р. — Трохима Аврамовича Зіньківського зараховано на військову службу.
24 серпня 1880 р. — Зіньківський вступає до юнкерського училища в Одесі, де доля звела його зі Л. Смоленським, учителем історії та географії, згодом відомим ученим, громадським діячем, близьким приятелем М. Драгоманова.
1881 р. — заочне знайомство Трохима Зіньківського з Борисом Грінченком. Леонід Смоленський залучає Зіньківського до наукової роботи — виписування зі старих українських видань слів та цілих речень для майбутнього словника, який готувала до друку Санкт-Петербурзька академія наук.
7 серпня 1882 р. — Т. Зіньківський закінчує юнкерське училище за другим розрядом, через помсту ротного командира, хоча мав усі підстави для першого, бо кращого за нього учня не було.
Серпень 1882 р. — Зіньківського прийнято на військову службу до 126-го піхотного Рильського полку в м. Черкаси. За старі «гріхи» йому дозволили працювати на нестройових посадах, начальство не спускало з нього ока.
15 травня 1883 р. — Трохиму Зіньківському присвоєно офіцерське звання поручика. Він мріє про вступ до Одеського університету. Та для цього треба було мати гімназійний атестат. Тому Зіньківський багато працює над собою: читає твори українських, російських та зарубіжних письменників, пильно стежить за літературним життям в Україні, тогочасною періодикою, вивчає іноземні мови.
Березень 1883 р. — знайомство Т. Зіньківського з Ганною Тимофіївною Сервичківською, майбутньою дружиною, яка згодом народить йому доньку Ангеліну. Ганна намагалася ввійти в духовний світ свого коханого. Прислухаючись до порад Зіньківського, що прагнув прилучити її до української мови, вона читає твори І. Нечуя-Левицького, П. Куліша, Т. Шевченка, М. Кропивницького, О. Пчілки, О. Стороженка, І. Карпенка-Карого, П. Мирного, письменників зарубіжної та російської літератури.
21 лютого 1884 р. — Зіньківський виїжджає на лікування до Київського військового госпіталю. Через кілька тижнів він повертається до свого батальйону, який тепер розташований в Умані.
1884 р. — в Умані, за сприяння Б. Грінченка, Зіньківський знайомиться з М. Комаровим, якого називали «адвокатом української літератури». За порадою М. Комарова Зіньківський перекладає твори М. Салтикова-Щедріна, розділи праці В. Антоновича «Історія великого князівства Литовського», статтю О. Пипіна «Епізоди з малорусько-польських літературних відносин» тощо. На цей час припадає й початок його літературної творчості.
Травень — осінь 1885 р. — виїзд Т. Зіньківського на літні військові табори до Житомира.
Середина квітня — 13 червня 1886 р. — перебуває в Києві, де при Другій класичній гімназії блискуче витримує іспити. У Києві Зіньківський мешкає у М. Комарова, де знайомиться з О. Кониським, М. Лисенком, М. Старицьким, П. Житецьким, В. Горленком, О. Пчілкою, Ф. Лебединцевим, з деякими київськими видавцями та книгарями. Після чого знову повертається до військової служби.
3 липня 1887 р. Т. Зіньківський прибуває до Києва для складання екзаменів в окружному штабі для вступу до Військово-юридичної академії в Петербурзі, щоб згодом стати цивільним юристом.
3 серпня 1887 р. — успішно складає екзамени першого туру. Після чого вирушає до Петербурга на другий тур вступних іспитів до Академії, який також успішно витримує.
1887—1889 рр. — перебуваючи в Петербурзі, Т. Зіньківський налагоджує контакти з вихідцями з України, а також петербуржцями, які цікавилися Україною, її літературою, фольклором; знайомиться з Д. Мордовцевим, О. Пипіним, Л. Беренштамом та іншими громадсько-культурними діячами; згуртовує довкола себе невеликий гурт студентів-українців. Він допомагає укладати збірник українських пісень з нотами для учителів народних шкіл, закликає збирати матеріали для популярної історії України, яку мріяв написати.
Листопад 1888 р. — Зіньківський завершує роботу над автобіографічним оповіданням «Сидір Макарович Притика».
Кінець 1888 — початок 1889 р. — Зіньківський об'єднує кілька оповідань під назвою «Малюнки справжнього життя» й віддає до цензури, одержавши невдовзі дозвіл на друк, який оплачує власним коштом. На сторінках «Одесских ведомостей» за сприяння М. Комарова з'явилися переклад російською мовою «Притики» та схвальна рецензія на твір. У Петербурзі Зіньківський перекладає українською мовою байки Езопа, твори Плутарха, Вергілія, сам пише байки. Зіньківський виношує ідею заснувати український тижневик.
13 травня 1889 р. — Зіньківський звертається до Головного управління у справах друку з клопотанням щодо дозволу видавати збірник під назвою «Слово», зміст якого охоплював би пісні, легенди, казки та інші етнографічні матеріали Південної Росії, у натуральному вигляді та науковій обробці. Але отримує відмову.
Червень 1889 р. — пише оповідання «Сон», що виявилося для нього пророчим.
Друга половина 1889 р. — перекладає твори Мольєра, збирає матеріал для граматики української мови, пише розлогу рецензію на книгу В. Науменка «Обзор фонетических особенностей малорусской речи»(1889), у якій висловлює надзвичайно цінні думки щодо походження, особливостей української мови. Збирає матеріали для історії української літератури, дійшовши при цьому висновку, що українська література починається не з І. Котляревського, а має давнішу традицію.
Травень 1890 р. — Т. А. Зіньківський закінчує навчання у Військово-юридичній академії за першим розрядом у званні штабс-капітана. У цей час він сильно застудився, переніс запалення легень.
Червень 1890 р. — Зіньківський виїжджає до Києва. Він страшенно схуд, його мучить затяжний кашель. Домашнє лікування не допомагає, але до лікарів уперто не звертається. Незважаючи на хворобу, продовжує літературну працю, записує фольклор, створює одне з найкращих оповідань «Моншер-козаче».
1 серпня 1890 р. — Т. А. Зіньківський стає до служби в Київському окружному військовому суді.
Серпень — листопад 1890 р. — Т. Зіньківського відкомандировують спочатку до Курська, а згодом до Харкова. Ці переїзди остаточно підірвали його здоров'я. Він сподівався вирватися до Одеси, бо сухоти були вже в повному розпалі. Та через брак коштів зробити цього не зміг. Ще більше підірвала його здоров'я звістка про раптову смерть матері.
1 грудня 1890 р. — Зіньківський, виснажений хворобою, подає рапорт про звільнення з військової служби за станом здоров'я. У рапорті зазначає, що має на утриманні дружину та дочку. Оскільки досі він замовчував цей факт, бо одружився без дозволу начальника Військово-юридичної академії в Петербурзі (цей запис був відсутній в особовій справі), при звільненні був покараний — його позбавили пенсії.
13 грудня 1890 р. — стан здоров'я Зіньківського різко погіршується, він практично не виходить з дому, не може навіть розмовляти. Підтримує його лише О. Кониський. Дружина та її родичі, люди заможні, не виявили належної уваги і допомоги, а родина в Бердянську не знала, що він хворіє.
Початок 1891 р. — Зіньківський продовжує працювати над «Історією штунди», задуманої ще в Петербурзі, українською енциклопедією, монографією про карне право в Україні та Росії у другій половині XVIII ст. Починає писати оповідання «Кася», яке залишилося незакінченим.
25 квітня 1891 р. — Зіньківський їде до Б. Грінченка, сподіваючись на покращення стану здоров'я. Але в дорозі він застудився і ще більше заслаб. Його сподівання на одужання не виправдались.
30 травня 1891 р. — вже тяжко хворий Зіньківський вирушає до Бердянська. Він надіявся, що в ріднім краї, на півдні, йому допоможе морський клімат, родинне оточення.
1 червня 1891 р. — Зіньківський зовсім знесилений прибуває до Бердянська. Батько та родичі проявили максимум уваги, щиро піклувалися, аби порятувати Зіньківського від смерті. Останні дні Зіньківського минали то в маренні, то в гарячці, то в нападах страшного кашлю.
8 червня 1891 р. (20 за н. ст.) — о 5-й годині вечора Трохима Аврамовича Зіньківського не стало. 10 червня його поховали з військовими почестями на Бердянському кладовищі, поруч з могилою матері. Станом на вересень 2016 року частково пошкоджений надгробок потребує відновлення.

## Твори
Трохим Зіньківський є автором низки оповідань:
- «Моншер-козаче» (оповідання про офіцерське життя)
- «Малюнки справжняго життя» (СПб, 1889)
- «Кудою йти?» (з римської історії)
- «Сон»
- «Історична казка»

## Родина
Трохим Зіньківський є двоюрідним братом Костянтина Зіньківськиого.